# Борама
Бо́рама (сомал. Boorama, араб. بوراما‎, англ. Borama) — город на северо-западе Сомали. Центр административного региона Аудаль (по данным карты 2010 года центром является город Баки). Расположен в довольно плодородном холмистом районе, недалеко от границы с Эфиопией. До 2010 года было столицей непризнанного государства Авдаленд. 

## История
В средние века был частью государства Адал, а с конца XIX века до 60-х годов XX века — частью Британского Сомали. Начиная с 2000-х годов, город является спорной территорией между добивающимся автономии Авдалендом и самопровозглашённым государством Сомалиленд.

## Население
Население по данным на 2013 год составляет 68 074 человека.

## Инфраструктура
Борама служит домом для университета Амуд (Amoud University). Имеется аэропорт с рейсами во многие города Сомали и соседних государств. Кроме того, в городе имеется 4 крупных отеля.

## Города-побратимы
- Хенли-он-Темс, Великобритания